# 立憲民政党
立憲民政党（りっけんみんせいとう、旧字体：立憲󠄁民政黨）は、昭和時代初期の日本の政党。略称は民政党（みんせいとう）。立憲政友会と並ぶ二大政党の一つとして衆議院の議席を二分した。

## 概説
1927年6月1日に憲政会と政友本党が合併して成立した。党名は政友本党出身者の松田源治の発案に対し、憲政会出身者の中野正剛が即座に賛成したことで採用された経緯を持つ。濱口内閣と第2次若槻内閣を組織して立憲政友会との二大政党制を誕生させたが、1940年8月15日に新体制運動を推進して大政翼賛会へ合流した。
特徴
党幹部として重要であった総務委員について、ライバルの政友会では総裁の任命で独裁色が強かったのに対し、民政党では議員・前議員の投票で総務委員を決定していたために結党時の総務委員10人の中で党人派および少壮議員（斎藤隆夫、安達謙蔵、町田忠治、小泉又次郎、富田幸次郎など）が多く名を連ねた。ただし、その面々に権限が集中する傾向があった。また、党則で公選となっている役職は党大会における「総裁指名一任」の動議によって総裁、幹部によって決められていたため、幹部専制の傾向は政友会と変わらなかった。
政策としては「皇室中心主義」を唱えていた立憲政友会に対し「議会中心主義」の理念を標榜した。政策立案や広報の責任者だった中野が「立憲民政党は（中略）強力なる議会中心政治を行わんとするものである」と宣し、綱領にも「（前略）議会中心政治を徹底せしむべし」と盛り込まれた。更に「資本と労働の平等」・「国際的な原則に基づく世界平和」・「教育の機会均等」・「行政改革」も掲げている（政綱を参照）。1928年に発表した「七大政策」では労働者や農民を意識した社会政策の実施の他、電力の国家統制、緊縮財政、行政改造を挙げた。また、「自由」と「進歩」を党の基本理念として掲げる、リベラルな政党だった。
支持基盤としては、地主などが支持基盤の政友会に対し、都市中間層などが主な支持基盤であった。一方で、三菱財閥と密接な関係を持ち、三菱は民政党の政治資金面での主要スポンサーとなった。

### 政綱
以下、綱領の内容である。

## 歴史
帝国議会開設以降の国政政党は、地方を基盤とする勢力は立憲政友会の優位が早々に確立したが、都市を基盤とする勢力は長年、離合集散が続いた。しかし、1924年の第二次護憲運動以降は、政党内閣制が定着するにつれて、非政友会勢力の合同が図られ、1927年、憲政会と政友本党が合同し、立憲民政党が発足した。同年6月1日、東京・上野精養軒にて結党式が開かれ、濱口雄幸を総裁とし、若槻禮次郎（前首相・憲政会総裁）・床次竹二郎（政友本党総裁）・山本達雄・武富時敏を党顧問、櫻内幸雄を幹事長、安達謙蔵・町田忠治・小泉又次郎・斎藤隆夫ら10名を総務とした。
その後、田中義一内閣（政友会）は張作霖爆殺事件（いわゆる満州某重大事件）の対処を誤り内閣総辞職。憲政の常道により、後継は野党第一党の民政党から濱口総裁が選任され、1929年7月2日、濱口内閣が発足する。濱口内閣は、濱口は金解禁を断行した上で、「綱紀粛正」と「軍縮実現」を掲げ1930年（昭和5年）に第17回衆議院議員総選挙を行った。その結果、過半数を占める絶対多数の273議席を獲得した。
1930年11月14日、濱口首相は東京駅において右翼に狙撃された。濱口首相は療養につとめるが回復が思わしくなく、1931年（昭和6年）4月4日、若槻禮次郎が総裁に就任して第2次若槻内閣が発足した。同年9月18日には満州事変が勃発、同じ頃にアメリカで発生した世界恐慌が金解禁直後の日本経済を直撃、深刻な不況が到来する。
若槻内閣はこの難局にあって、これを収拾できずに迷走、この間隙をついて、野党政友会や官界有力者を閣内に引き入れる挙国一致内閣樹立の陰謀（協力内閣運動）がまきおこる。1931年12月13日、大連立の密約を政友会と結んだ安達謙蔵内相の造反により内閣は倒れる。後継には政友会の犬養毅総裁が立てられ、憲政の常道は形式上は維持されるが、その精神は重大な毀損を受ける。野党に転落した民政党からは安達らが離党して「国民同盟」を結党。1932年2月、第18回衆議院議員総選挙では結党以来最大の惨敗を喫した上に、選挙中に次期総裁の最有力候補だったの井上準之助前大蔵大臣が暗殺されてしまう（血盟団事件）。
1932年5月、五・一五事件で犬養首相は暗殺。前年の協力内閣運動が尾を引いて政友会は後継首相の人選に失敗。政党内閣制は中断を余儀なくされ、斎藤内閣、岡田内閣と非党人首班の内閣が続く。民政党は、挙国一致内閣として成立した両政権には連立与党の一員として参画、閣僚を輩出する一方で、1933年（昭和8年）、町田忠治が主宰してシンクタンクである「政務調査館」を発足させ、その一方で宇垣一成元陸軍大臣を擁して政友会との連携を図った。ところが犬養の死後に政友会総裁になったのは以前の選挙の際に民政党を違憲と発言した鈴木喜三郎であった事から民政党内部に反発が生じ、加えて鈴木も中間内閣そのものを否定して野党路線を選択した事から失敗に終わった。
加えて、若槻総裁が帝国議会で軍備拡張を批判して「骸骨が大砲を牽く」と発言した事が軍部や右翼の攻撃を招き、1934年（昭和9年）7月に若槻は総裁辞任に追い込まれた。余りの突然の総裁辞任に町田が総務会長に就任して暫定的に党務を行い後継総裁の選出を行おうとするものの、結論に至らず結局町田がそのまま総裁に就任する事になった。
岡田内閣の頃になると、政友会は内閣と明確に距離をとるようになったことで、民政党は事実上の単独与党となる。1936年2月、第19回衆議院議員総選挙には与党として臨み安定多数を確保。禅譲による政党内閣制への復帰に近づいたと思われたが、直後に二・二六事件が発生。岡田内閣は崩壊し、以降も非党人首班内閣が継続。政党内閣制への復帰は遠のく。
1937年4月、第20回衆議院議員総選挙では引き続き第一党の座は確保するものの、無産政党（合法的社会主義政党）が合同して誕生した社会大衆党の躍進の割を食う形で議席数は落ち込む。
その頃、党内には2つの流れが存在した。一つは二・二六事件直後のいわゆる「粛軍演説」に代表される斎藤隆夫の軍部と対決してでも党是である議会政治を擁護しようとする立場と、もう一つは町田の元で幹事長を務めていた永井柳太郎に代表される軍部や革新官僚と結んで政治の主導権を確保する事を優先すべきだとする立場である。
永井は「反政党」の立場を取る林内閣に対して一方的支持を決定したが、政友会や党内部からも強い非難を浴びた。だが、日中戦争開始直後から当時入閣していた永井とそのグループを支持する政府・軍部の動きが盛んになり、国家総動員法の審議では当初は反対論を唱えながら最終的には賛成に回るなど、親軍色を強めていった。
そして、1940年2月、斎藤隆夫のいわゆる「反軍演説」問題の際に民政党が自分の党の重鎮である斎藤の衆議院除名に賛成した事によって、党の保身のために軍部の圧力に屈して自党議員を見捨てたとして内外の信任を失って内部から崩壊を始める。7月、第2次近衛内閣が成立すると、近衛文麿首相を党首とする新党（近衛新党）による一国一党制（ファシズム）への政体移行を求める動き（いわゆる「新体制運動」）が盛り上がると、同年7月25日に永井グループ35名は新党への合流を主張して離党する。一方、町田総裁ら主流派は久原房之助・鳩山一郎ら政友会正統派との合同を画策し、これに失敗すると今度は近衛内閣と軍部の政策を事実上全追認する党綱領を出して解党だけは防ごうとするが、同年8月15日に解党に追い込まれた。
後史
解党後は他党も含め全議員が院内会派「衆議院倶楽部」に所属。10月12日には大政翼賛会が発足。当初はこれが新たな在籍政党となる予定であったが、財界や憲法学者を中心に、国家社会主義への異論が噴出。これを受けて近衛首相は方針を転換し、大政翼賛会は事実上の内務省の外郭団体に改組される。国会議員の大半は、政党の代わりに結成された会派「翼賛議員同盟」を結成して近衛内閣の与党となり、民政党の大半もこれに参加したが、一部議員はこれを離脱。「同交会」を結成してこれに対抗した。
戦後、旧民政党勢力の多くは町田を総裁に擁して日本進歩党を結党するが、解党までの経緯とその後の戦時議会における戦争協力からGHQより「戦争協力者」と看做され、町田総裁以下民政党以来のほとんどの所属議員が公職追放を受ける事となり、追放を免れた斎藤隆夫らごく一部の議員を除いてその多くが政治生命を絶たれるに至った。

## 幹部人事

### 歴代総裁一覧
| 代 | 総裁 | 総裁        | 在任期間                                              |
| -- | ---- | ----------- | ----------------------------------------------------- |
| 1  |      | 濱口雄幸    | 1927年（昭和2年）6月1日 - 1931年（昭和6年）4月13日    |
| 2  |      | 若槻禮次郎※ | 1931年（昭和6年）4月13日 - 1934年（昭和9年）11月1日   |
| 3  |      | 町田忠治    | 1935年（昭和10年）1月20日 - 1940年（昭和15年）8月15日 |

※退任後、町田忠治総務会長が総裁代行（1934年11月9日 - 1935年1月20日）

### 幹事長
- 櫻内幸雄（1927年（昭和2年）6月1日-1928年（昭和3年）1月20日）
- 小泉又次郎（1928年（昭和3年）1月20日-1929年（昭和4年）1月20日）
- 俵孫一（1929年（昭和4年）1月20日-1929年（昭和4年）7月2日）
- 富田幸次郎（1929年（昭和4年）7月9日-1931年（昭和6年）4月14日）
- 櫻内幸雄（1931年（昭和6年）1月20日-1931年（昭和6年）4月14日）
- 山道襄一（1931年（昭和6年）4月15日-1931年（昭和6年）12月14日）
- 永井柳太郎（1931年（昭和6年）12月14日-1932年（昭和7年）5月26日）
- 小山松寿（1932年（昭和7年）5月26日-1933年（昭和8年）1月20日）
- 松田源治（1933年（昭和8年）1月20日-1934年（昭和9年）1月21日）
- 大麻唯男（1934年（昭和9年）1月21日-1935年（昭和10年）1月20日）
- 川崎卓吉（1935年（昭和10年）1月20日-1936年（昭和11年）3月27日）
- 永井柳太郎（1936年（昭和11年）4月28日-1937年（昭和12年）5月7日）
- 小泉又次郎（1937年（昭和12年）5月7日-1938年（昭和13年）4月18日）
- 勝正憲（1938年（昭和13年）4月18日-1939年（昭和14年）4月27日）
- 内ヶ崎作三郎（1939年（昭和14年）4月27日-1940年（昭和15年）4月26日）
- 桜井兵五郎（1940年（昭和15年）4月26日-1940年（昭和15年）8月15日）[28]

### 総務委員
- 濱口総裁期
  - 安達謙蔵、町田忠治、富田幸次郎、斎藤隆夫、小泉又次郎、松田源治、櫻内幸雄、中村啓次郎、俵孫一、藤沢幾之輔、頼母木桂吉、永井柳太郎、原脩次郎、榊田清兵衛、小橋一太、八木逸郎など
- 若槻総裁期
  - 櫻内幸雄、頼母木桂吉、中野正剛、永井柳太郎、川崎克、井上準之助、川崎卓吉、小坂順造、町田忠治、松田源治、桜井兵五郎など
- 総裁空位期
  - 大麻唯男、俵孫一、富田幸次郎
- 町田総裁代行期
  - 町田忠治、松田源治、櫻内幸雄、川崎卓吉、永井柳太郎、大麻唯男
- 町田総裁期
  - 頼母木桂吉、永井柳太郎、小坂順造、斎藤隆夫、桜井兵五郎、大麻唯男、川崎克、内ヶ崎作三郎、松村謙三、勝正憲など[29]

## 獲得議席
- 第16回衆議院議員総選挙（1928年）-216[30]
- 第17回衆議院議員総選挙（1930年）-273[30]
- 第18回衆議院議員総選挙（1932年）-146[30]
- 第19回衆議院議員総選挙（1936年）-205[31]
- 第20回衆議院議員総選挙（1937年）-179[31]